# 조총련 (영화)
"조총련"은 1975년에 개봉한 대한민국의 영화이다.

## 캐스팅
- 문오장 : 강명수 역
- 허장강 : 한덕수 역
- 여수진 : 이정숙 역
- 독고성 : 김병식 역
- 이향  : 이계백 역
- 주현 : 김창욱 역
- 장학수 : 문세광 역
- 이자영 : 김병식 처 역
- 최흥숙 : 히데꼬 역
- 신구 : 최현 역
- 최명수 : 김중린 역
- 안병경 : 통일 역
- 문창호 : 김호령 역
- 심우창
- 김기종
- 조덕성
- 추석양
- 백송
- 이영호
- 양일민
- 윤일주
- 지용남
- 한주열